# Lisandro Cuxi
Lisandro Cuxi (* 17. Juli 1999 in Lissabon, Portugal) ist ein französischer Popsänger.

## Leben
Lisandro Cuxis Eltern stammen von dem afrikanischen Inselstaat Kap Verde. Cuxi kam im portugiesischen Lissabon zur Welt und kam mit neun Jahren nach Frankreich. 2015 nahm er bei der französischen The Voice Kids teil und konnte dort den zweiten Platz erreichen. 2017 war er Gewinner der Castingshow The Voice und sein Debütalbum Ma bonne étoile erschien bei Mercury Records.
2018 erreichte er als Teilnehmer der Eurovisions-Vorauswahl Destination Eurovision 2018 den zweiten Platz mit dem Titel Eva.

## Diskografie

### Alben
- 2017: Ma bonne étoile

### Singles
- 2017: Danser
- 2018: Eva
- 2021: La La Land